# Њуарк (Делавер)
Њуарк (енгл. Newark) град је у округу Њу Кастл у америчкој савезној држави Делавер. По попису становништва из 2020. у њему је живело 30.601 становника

## Демографија
| Група             | 2000.          | 2010.          |
| Белци             | 24.464 (85,7%) | 24.965 (79,4%) |
| Афроамериканци    | 1.714 (6,0%)   | 2.094 (6,7%)   |
| Азијати           | 1.161 (4,1%)   | 2.245 (7,1%)   |
| Хиспаноамериканци | 721 (2,5%)     | 1.503 (4,8%)   |
| Укупно            | 28.547         | 31.454         |